# Santa Maria de Gaüses
Santa Maria de Gaüses és un edifici religiós del municipi de Vilopriu (Baix Empordà) inclòs en l'Inventari del Patrimoni Arquitectònic de Catalunya.

## Descripció

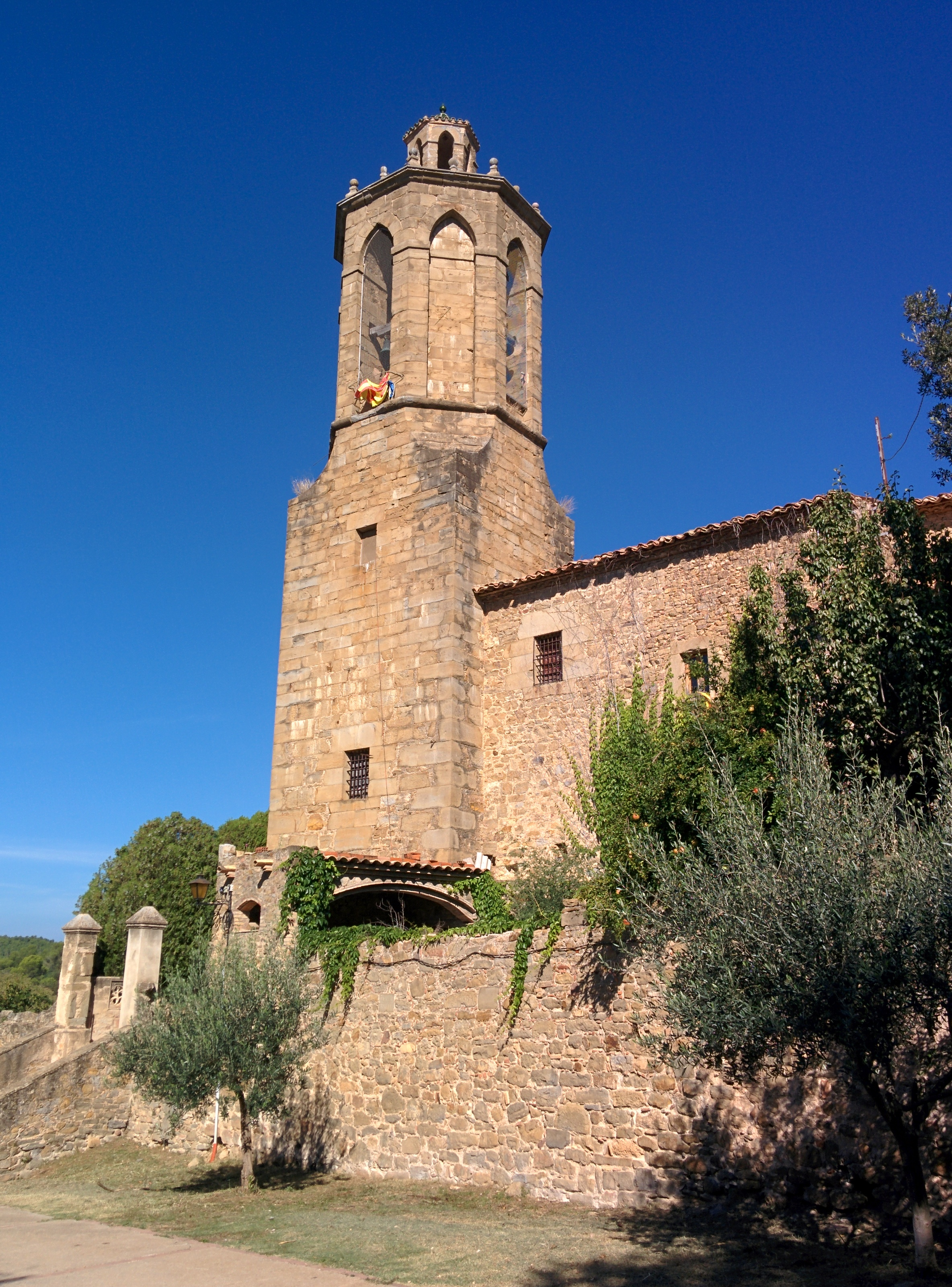

L'església de Santa Maria de Gaüses es troba emplaçada a la part més elevada del barri de l'Església. S'hi accedeix per una escalinata que, per la banda del campanar, condueix a la porta d'accés i a un jardí actualment molt abandonat, situat davant la façana. És un edifici d'una nau amb capelles laterals i coberta de teula a dues vessants. Actualment té construccions afegides a la part posterior. La façana, de composició senzilla, té una gran porta d'accés allindanada i, una mica més amunt, una fornícula buida. A la part superior hi ha dues finestres rectangulars i el ràfec de coronament. El campanar, situat a la banda dreta de la façana, té base quadrada i cos superior octogonal amb obertures d'arc ogival, algunes de les quals han estat tapiades. Es corona amb un cos més petit d'estructura similar.

## Història
L'església de Gaüses és esmentada ja el segle xiii. Tanmateix, l'edifici actual data del segle xviii, com ho confirmen les dates observables a diferents punts de l'edifici: 1724 i 1756 a les llindes de les sagristies; 03/03/1759 en un carreu de l'angle de la façana; 04/10/1760 a la llinda de la porta d'accés; 06/05/1761 a la fornícula; 1760 i 1776 en el campanar.
En l'actualitat el temple continua en ús, tot i que el seu estat faria convenient una restauració (jardí, pintura de l'interior).